# Marinierskazerne Oostplein
De Marinierskazerne Oostplein was een militaire kazerne van het Nederlandse Korps Mariniers aan het Oostplein in Rotterdam. De kazerne werd geopend in 1598 als arsenaal. Op 12 mei 1940 verwoeste een precisiebombardement van de Duitse Luftwaffe het gebouw.

## Geschiedenis

### De kazerne voor de oorlog
De Marinierskazerne had, voordat hij dienst deed als kazerne, een andere functie. Hoewel het originele gebouw, na een bouwperiode van een jaar, al in 1598 gereed was, diende het lange tijd als arsenaal van het Tuighuis voor de Admiraliteit van de Maeze. In de loop der jaren volgden meerdere uitbreidingen en verbouwingen, en was het gebouw uiteindelijk ernstig toe aan vernieuwing en modernisering. De Italiaanse architect Jan Giudici kreeg de taak om dit te doen en deze renovatie werd in 1783 uitgevoerd.
In 1817 werd Rotterdam de marinestad van Nederland en in 1823 werd het gebouw voor het eerst als kazerne gebruikt. De mariniers vestigden zich in het oude Tuighuis, wat later bekend zou staan als de Marinierskazerne. Dit duurde tot 1850, toen de marinewerf werd opgeheven en de officiële locatie werd verplaatst naar Vlissingen, waarschijnlijk op besluit van Koning Willem I.
Na een korte afwezigheid van 19 jaar, werd de Marinierskazerne opnieuw in gebruik genomen nadat in 1868 rellen uitbraken in de stad. Na het De Vletter-oproer, zoals de rellen officieel heten, werden in 1869 de mariniers nu permanent overgeplaatst van Vlissingen naar Rotterdam op besluit van Koning Willem III.

### De kazerne tijdens de oorlog
De mariniers verbleven hierna nog tot mei 1940 in de Marinierskazerne. Echter, de kazerne barstte inmiddels uit zijn voegen en dus worden in 1938 de eerste plannen gemaakt voor een nieuwe kazerne bij de Eschpolder aan de rand van de stad. De Van Ghent Kazerne had meer ruimte maar lag op een meer afgelegen locatie dan de kazerne op het Oostplein, die inmiddels ook niet meer aan de benodigde eisen voldeed. Na enige vertraging en twijfel over prijsstijgingen en mogelijke compensatie, wordt uiteindelijk besloten om toch door te gaan met de bouw van de Van Ghent kazerne in 1940. Dit was vlak voor de uitbraak van de Tweede Wereldoorlog en de Duitse aanval op Nederland in 1940, die grote gevolgen had voor de stad en de kazerne. De Marinierskazerne werd al op 12 mei geraakt door een precisiebombardement van de Luftwaffe, ongeveer rond 11:30 uur. De kazerne vloog als gevolg in brand en werd grotendeels verwoest. Historische voorwerpen met betrekking tot het Korps Mariniers die verzameld waren als collectie sinds 1938, gingen hierbij ook allemaal verloren. Ook andere prominente gebouwen en plekken in de stad werden geraakt door het precisiebombardement: Station Delftsche Poort, het Beursstation en het Maasstation waren een paar plekken die geraakt waren. Ook werden er bommen gegooid op de oude Diergaarde, het Oostplein en Rotterdam-Noord. De commandant van de Marinierskazerne ter tijde van het bombardement was Frederik Lugt.
In vier dagen van harde strijd om de Maasbruggen in te nemen (beter bekend als de Meidagen), hield opperbevelhebber van het Nederlands leger Henri Winkelman stand tegen de troepen van Nazi-Duitsland. Een groot aantal Nederlandse mariniers wist de ongeveer 1000 man Duitse soldaten bij de Willems- en Maasbruggen succesvol terug te dringen naar het Noordereiland. Bij deze slag vielen 112 doden aan Nederlandse zijde. Een ultimatum werd vervolgens op 14 mei naar generaal Pieter Scharroo verstuurd: óf Nederland geeft zich over, óf Rotterdam zal worden gebombardeerd. Ondanks dat de overgave nog werd onderhandeld en er een nieuw ultimatum werd uitgeschreven, bereikte dit nieuws de Luftwaffepiloten niet. Hierdoor stegen ze alsnog op en bombardeerden de stad op 14 mei, met desastreuze verwoestingen en vele branden in de binnenstad tot gevolg.

### De kazerne na de oorlog
Nadat de kazerne werd verwoest, besloot de gemeenteraad om, vermoedelijk in 1940, ook de laatste restanten te slopen. Gedurende de oorlog bleef het terrein van de voormalige locatie van de Marinierskazerne leeg. Na vijf jaar werd Nederland in 1945 bevrijdt. Hierdoor konden de werkzaamheden van de Van Ghent kazerne worden hervat en na een jaar kwamen de mariniers terug naar Rotterdam. Op 10 december 1946, om 08:00 uur 's ochtends - op de 281e verjaardag van het Korps Mariniers - werd de Van Ghent kazerne officieel in gebruik genomen. Alle hoop dat de Marinierskazerne aan het Oostplein terug zou kunnen komen, was hiermee van de baan.
Hoewel de Marinierskazerne volledig gesloopt was, werd besloten om een deel van de zijgevel - die zich boven een zijingang aan de kant van de Nieuwehaven bevond - te behouden. Deze werd toegevoegd aan de in/uitgang van Metrostation Oostplein. Ook de plakkat die zich naast het balkon bevond, werd gered van de sloop en staat aan de achterkant van de gevelmuur van de in/uitgang.
Op 5 juli 1963 werd, tegenover de nu niet meer bestaande Marinierskazerne, het Mariniersmonument onthuld door Prins Bernhard. Het beeld is vervaardigd in opdracht van de Stichting Korps Mariniers, gemaakt door Titus Leeser en is bedoeld als dank en eerbetoon voor de mariniers die destijds vochten in de meidagen tegen de Duitsers in Rotterdam. Om het beeld heen is ook een kleine muur gebouwd met gedenkstenen die alle missies van de mariniers - van de Tocht naar Chatham van 1667 tot en met de Nederlandse deelname aan de Afghaanse oorlog sinds 2006 - benoemen. Tevens is er, dichter bij de voormalige ingang van de kazerne, een messing plaquette aangebracht. Ieder jaar wordt hier ook de herdenking gehouden ter ere van de mariniers die vochten en stierven om de vrijheid van Rotterdam te behouden.
In december 2015 werd op het Oostplein nieuwe belijning aangebracht, evenals vier uitvergrote historische foto's, ter ere van het 350-jarig jubileum van het Korps Mariniers. Het initiatief kwam van Jacques Broekhoven die zelf oud-marinier is, met hulp van de gemeente Rotterdam en vervoersbedrijf RET. Hij is van mening dat de band tussen het Korps Mariniers en de stad Rotterdam duidelijker zichtbaar moet zijn voor de bewoners. Het blijkt dat een deel van de gevel bij de metro-ingang die herinnert aan de verloren kazerne, evenals de tegel in de grond, al jarenlang op de verkeerde plek zijn aangelegd. Langs het fietspad dat richting de Oostzeedijk gaat, aan de rand van de drukke rotonde, is een rood-blauwe belijning geplaatst. Deze markering laat zien waar ooit de oostelijke muur van de voormalige gevel van de Marinierskazerne stond. Verder zijn aan de achterkant van de gevel bij de metro-ingang vier verschillende foto's toegevoegd, die herinneren aan het bestaan en de verwoesting van de kazerne in mei 1940.

## Gebouwen
De Marinierskazerne behoorde de oudste gebouwen in de stad en had een imposante en aanzienlijke uitstraling. Er waren drie delen; Het originele gebouw stond op de hoek van het Oostplein met huisnummer 14 en de nu niet meer bestaande Nieuwehaven. Het oude en nieuwe deel wordt dan onderbroken door een gebouw waar een tijd lang de Koninklijke Boek- en Steendrukkerij Corn. Immig & Zoon heeft gestaan. Dit komt doordat dit deel van de kazerne was afgebroken voor de bouw van moderne woonhuizen. Hierna  gaat het nieuwere gedeelte van de kazerne door vanaf de Nieuwehaven, voordat een ouder stuk op de hoek van de Nieuwehaven rechts afslaat en eindigt op het Groenendaal.
Het oudste gebouw bestond in totaal uit drie bouwlagen. Het was gemaakt uit bakstenen, had grote raampartijen op de begane grond en eerste etage met kleine raampartijen op de tweede etage, en een triomfante hoofdingang met halfronde boog boven de twee zware deuren. Aan beide zijden van die deur stonden monumentale gevellantaarns. Langs de gehele voorgevel lag een verhoogde stoep die afgesloten was met hardstenen hekpalen, met daartussen zware hangende kettingen. Naast de grote deuren van de kazerne stond aan de linkerkant, achter de kettingen tegen de kazerne aan, een klein houten schildwachthuisje voor de schildwacht die voor de hoofdpoort stond of stijf op en neer liep. Het pannendak bestond uit een zware, houten kroonlijst met daarboven een gebeeldhouwd wapenschild die een admiraliteitswapen afbeeldde: dit wapen bestond uit twee ankers achter een leeuw met daarboven een kroon. Het wapen zelf werd verder omgeven door vier vlaggen en andere militaire attributen. Dit wapen symboliseert de Admiraliteit van de Maeze. Opbouw aan de Nieuwehaven bestond vooral uit stenen muren met een dak. Een deel van de ramen was aan de kant van de boek- en steendrukkerij dichtgemetseld. Aan de andere kant was een zijingang met daarop wederom een reliëf van het wapen van de Admiraliteit van de Maeze. Ernaast was een ouder stuk dat bedekt was met Barokken details: de deur had een klein balkon met raampartij die rijkelijk was versierd  met nogmaals een reliëf met het wapen van de Admiraliteit van de Maeze, een kroon en het jaartal '1778'. Naast het balkon was een plakkaat. De afsluitende gevel aan het Groenendaal bevatte een mix van simpelere, smallere raampartijen waarvan sommige halfrond waren aan de bovenkant. Er was een kleine poort aan de achterkant.
Een binnenplein was vanaf de poorten bij zij- en achterkant gemakkelijk te bereiken. De gevels daar bestonden eveneens uit baksteen maar hadden minder reliëfs en decoraties dan de buitengevels. De voornaamste decoratie bestond uit een klein standbeeld van de Nederlandse leeuw met een wapen.

## Activiteiten
De kazerne trok door de jaren heen steeds veel bezoek als er evenementen waren. Niet alleen de jaarlijkse marsen met muziek door de stad trokken de aandacht, er waren ook ceremoniële erewachten, grote parades en taptoes. De dagelijkse ceremoniële wisseling van de wacht was een gebeuren dat vooral de jeugd trok. Zij deden het zelfs na in hun eigen straat. De mariniers trokken veel bekijks als ze begeleid door tamboers en pijpers van de kazerne naar het schuttersveld in Crooswijk liepen, of wanneer ze oefenden met hun grote, wit geschilderde boten bij de Nieuwehaven en Admiraliteitskade. Er was een sterke band tussen de lokale bevolking en de mariniers, die in de volksmond 'bokkeslingers' werden genoemd. Bij terugkomst van een mars liepen burgers een stukje mee, zelfs de Rotterdamse straatjongens liepen dan netjes in de maat.

## Afbeeldingen

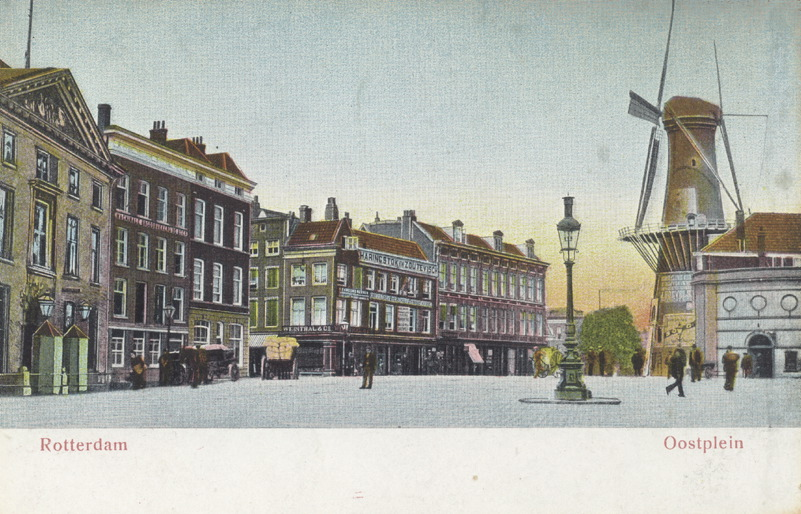
Een prentbriefkaart van 1900 geeft de Marinierskazerne links, het Oostplein en moutmolen De Noord goed weer.
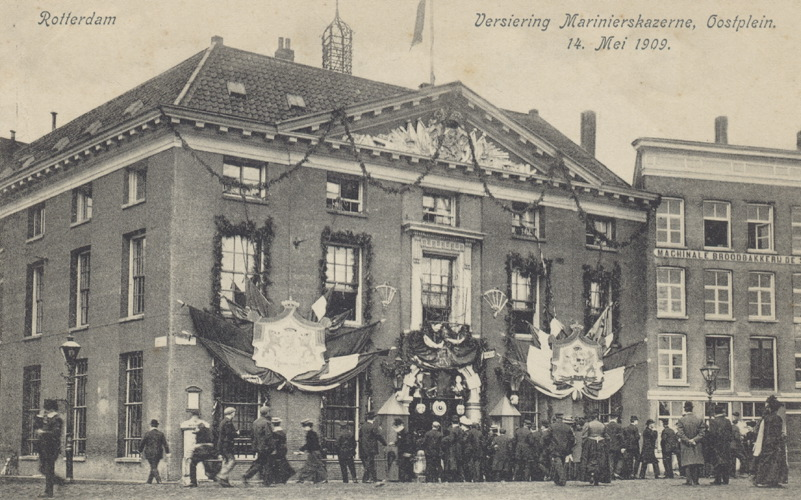
De Marinierskazerne werd versierd toen Prinses Juliana in 1909 werd geboren.
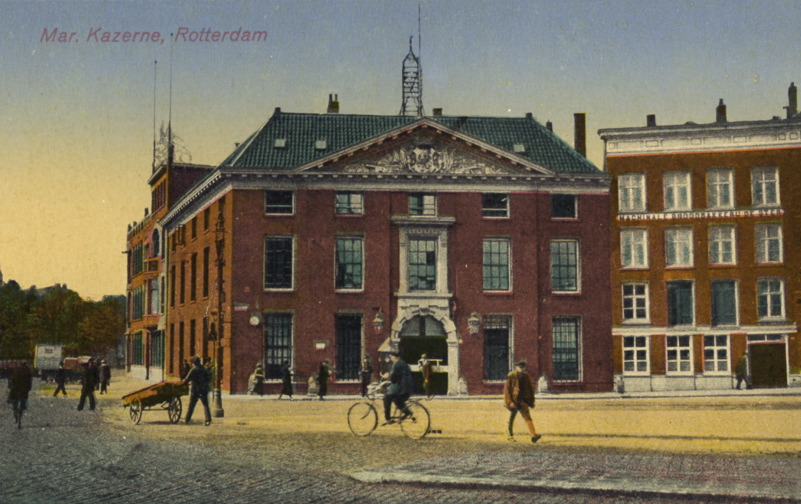
De Marinierskazerne was gevestigd nabij de Nieuwehaven. Deze prentbriefkaart van 1920 geeft dit aan de linkerzijde weer.
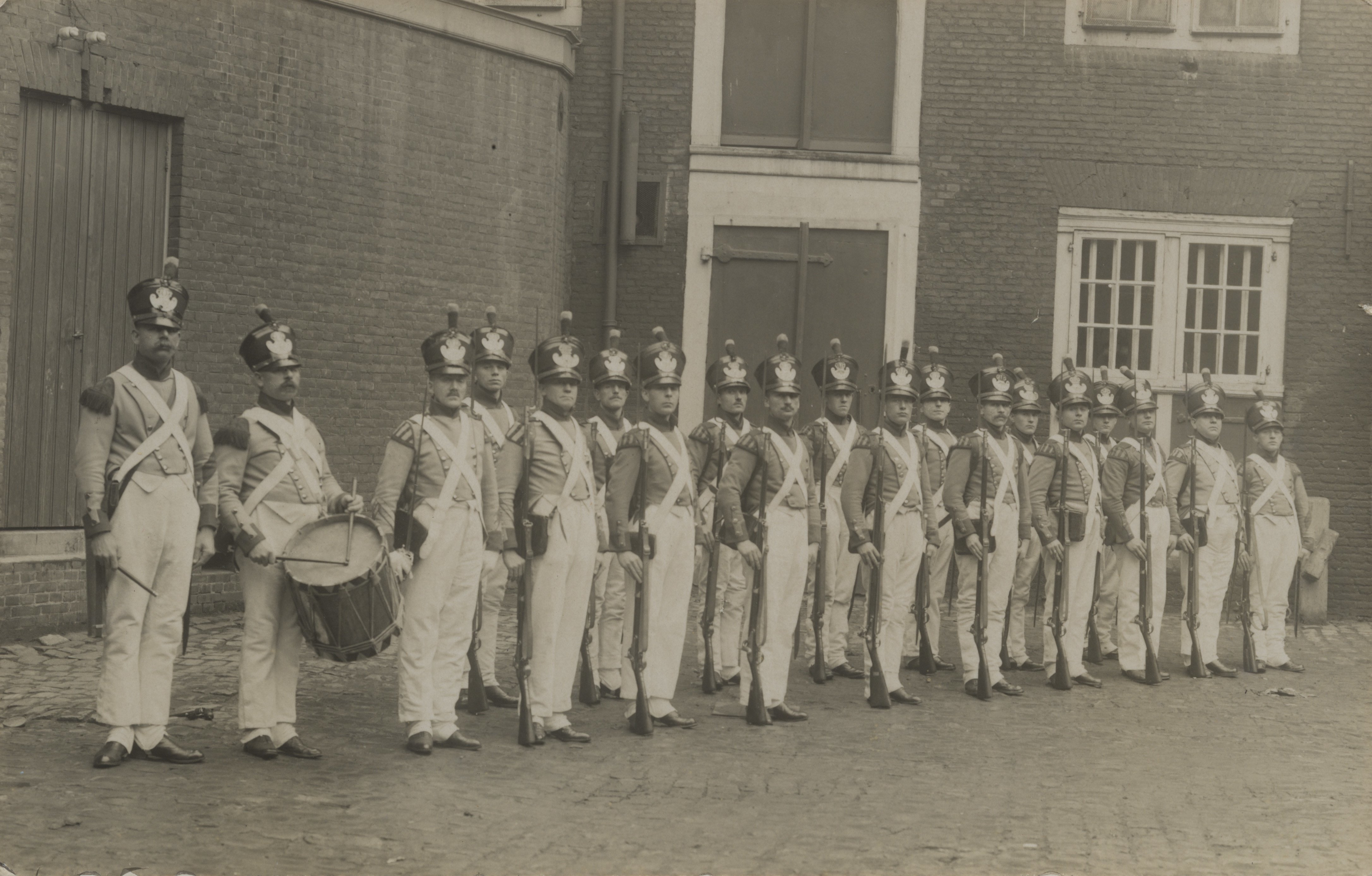
Tamboers en een pijper vieren het 260-jarig bestaan van het Korps Mariniers op de binnenplaats van de kazerne in 1925.
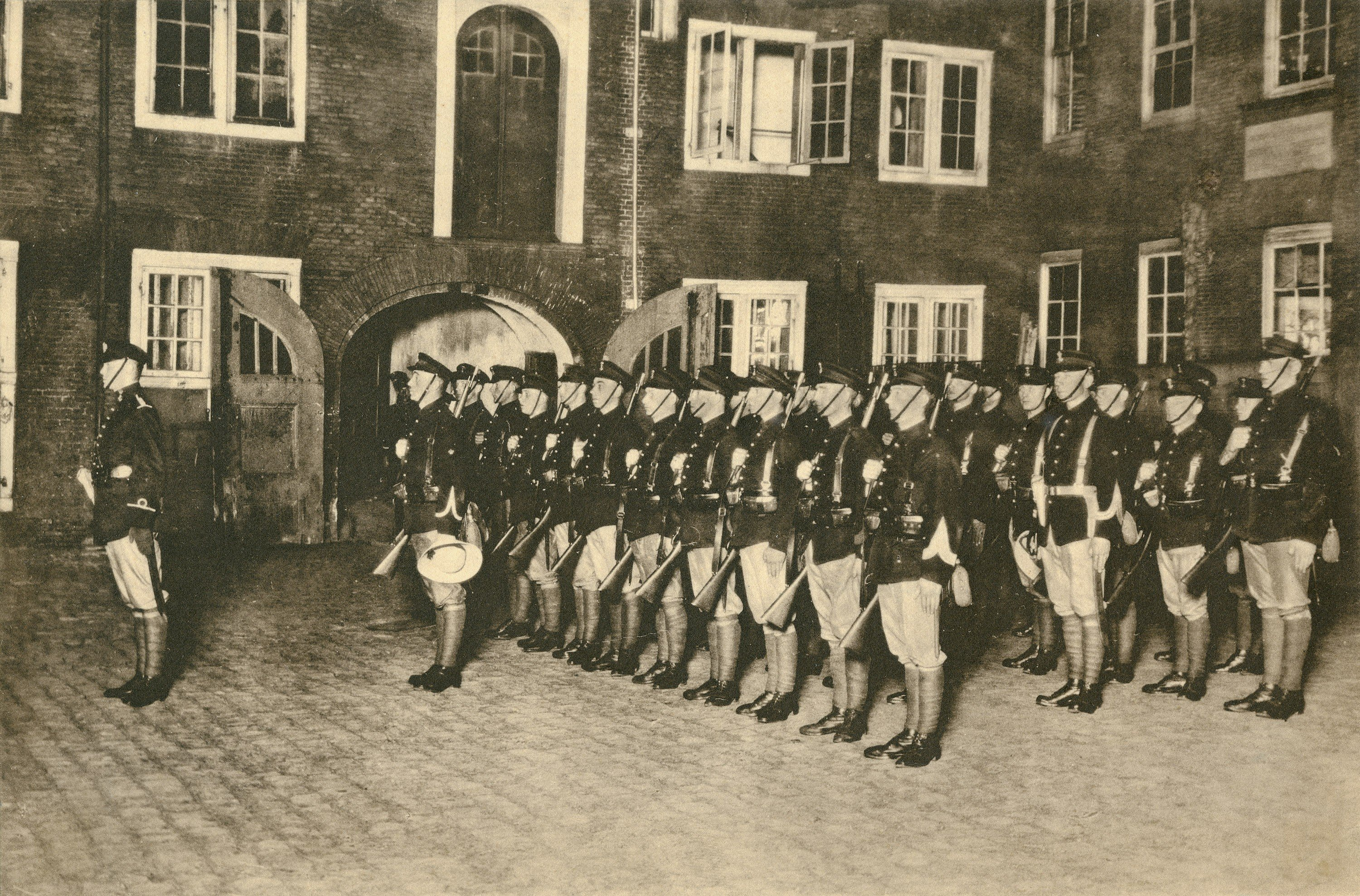
Een inspectie van een detachement op de binnenplaats van de Marinierskazerne in 1929.
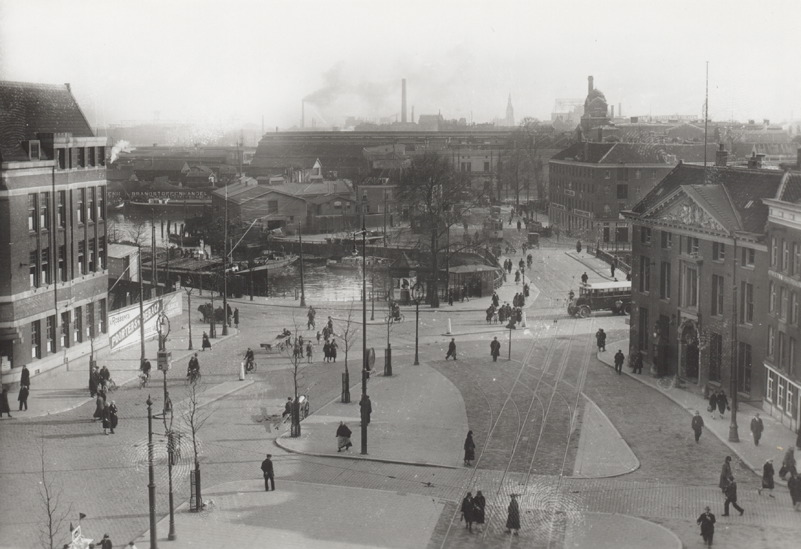
Een prentbriefkaart uit 1930 toont de kazerne met de Oude Oostbrug en de bijbank van de Amsterdamsche Bank.
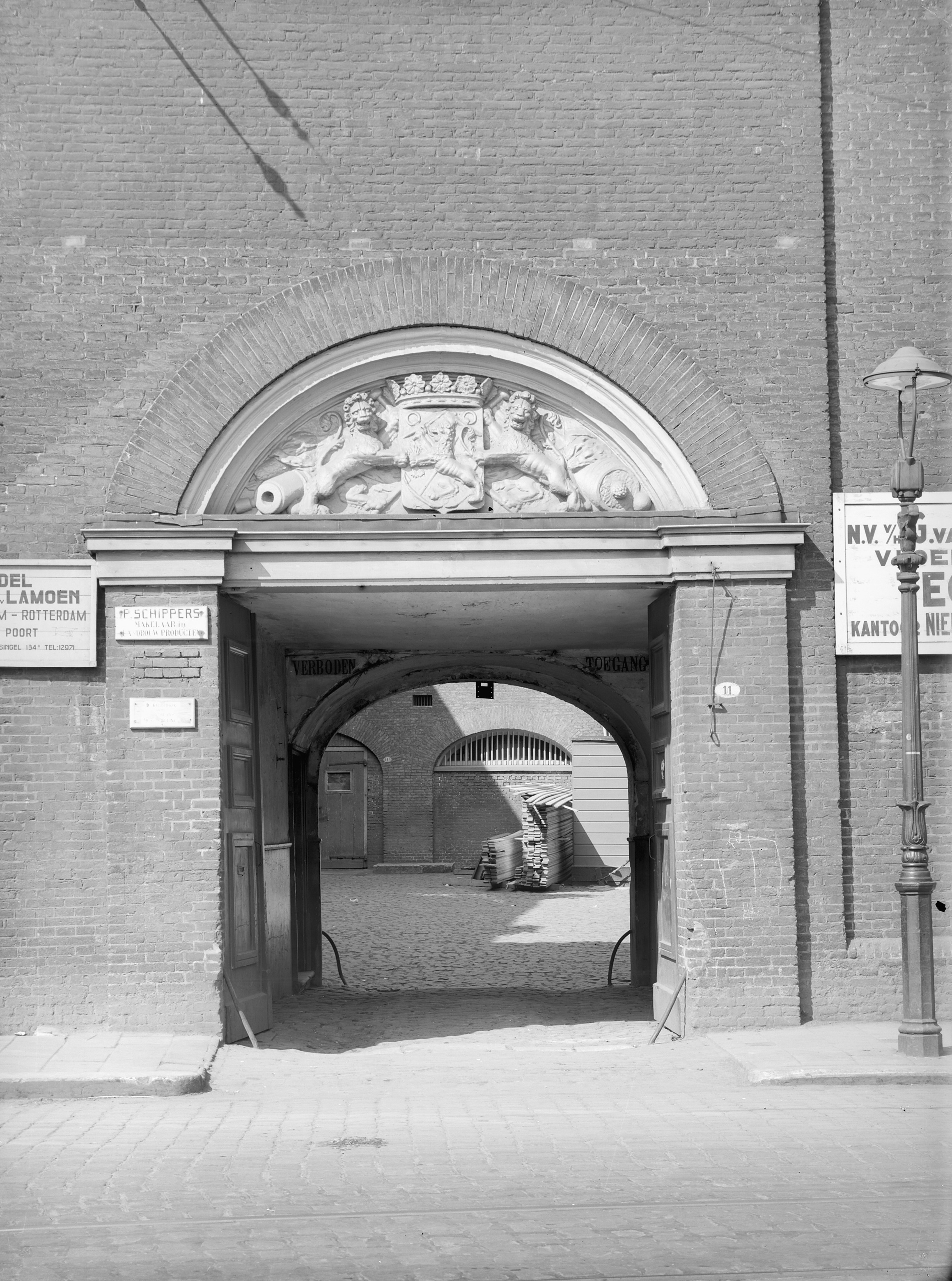
Poort aan de linkerzijde van de kazerne. De steen boven de poort zou als enig restant bewaard blijven.
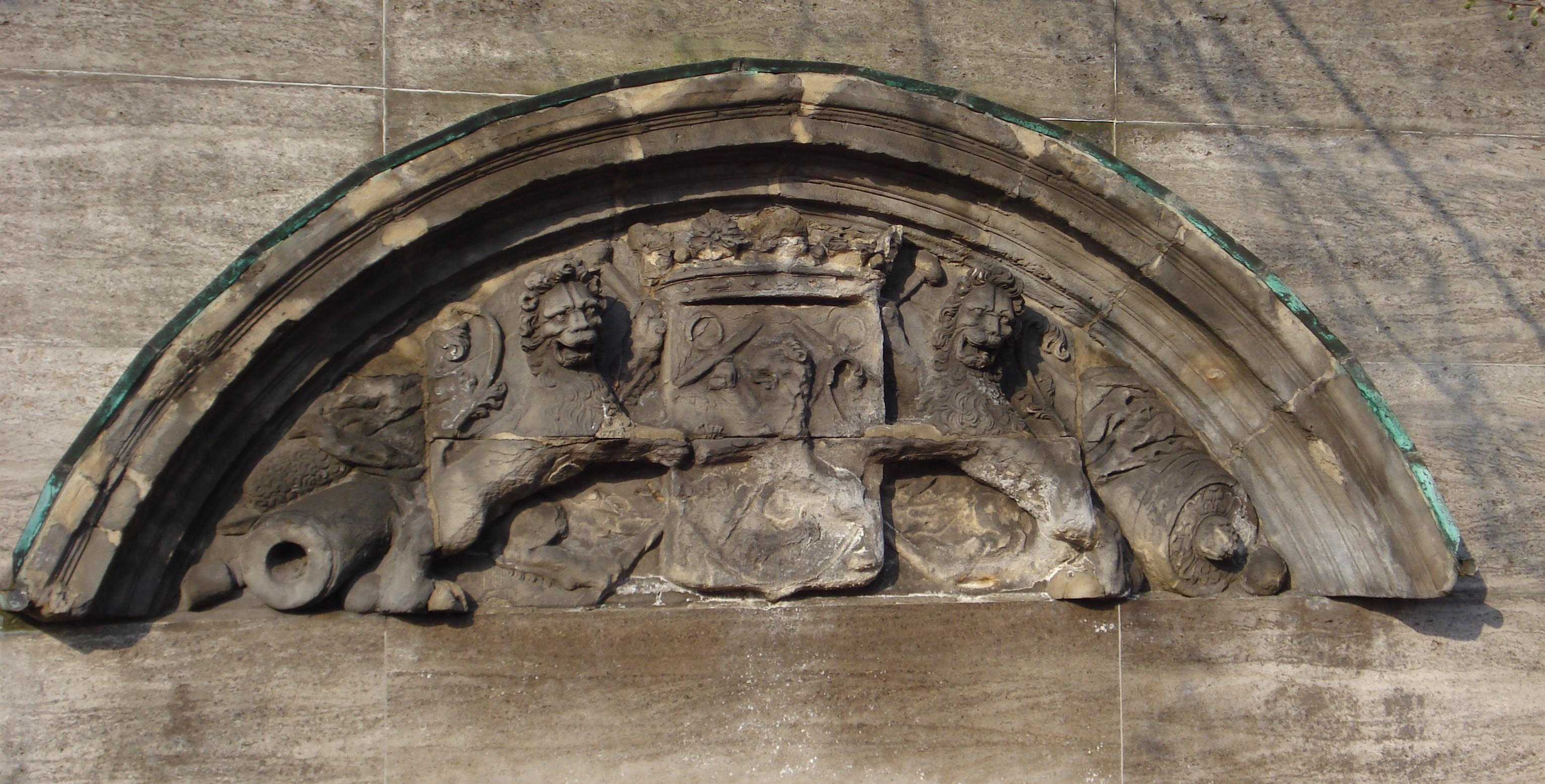
De gevelsteen werd geplaatst bij metrostation Oostplein.
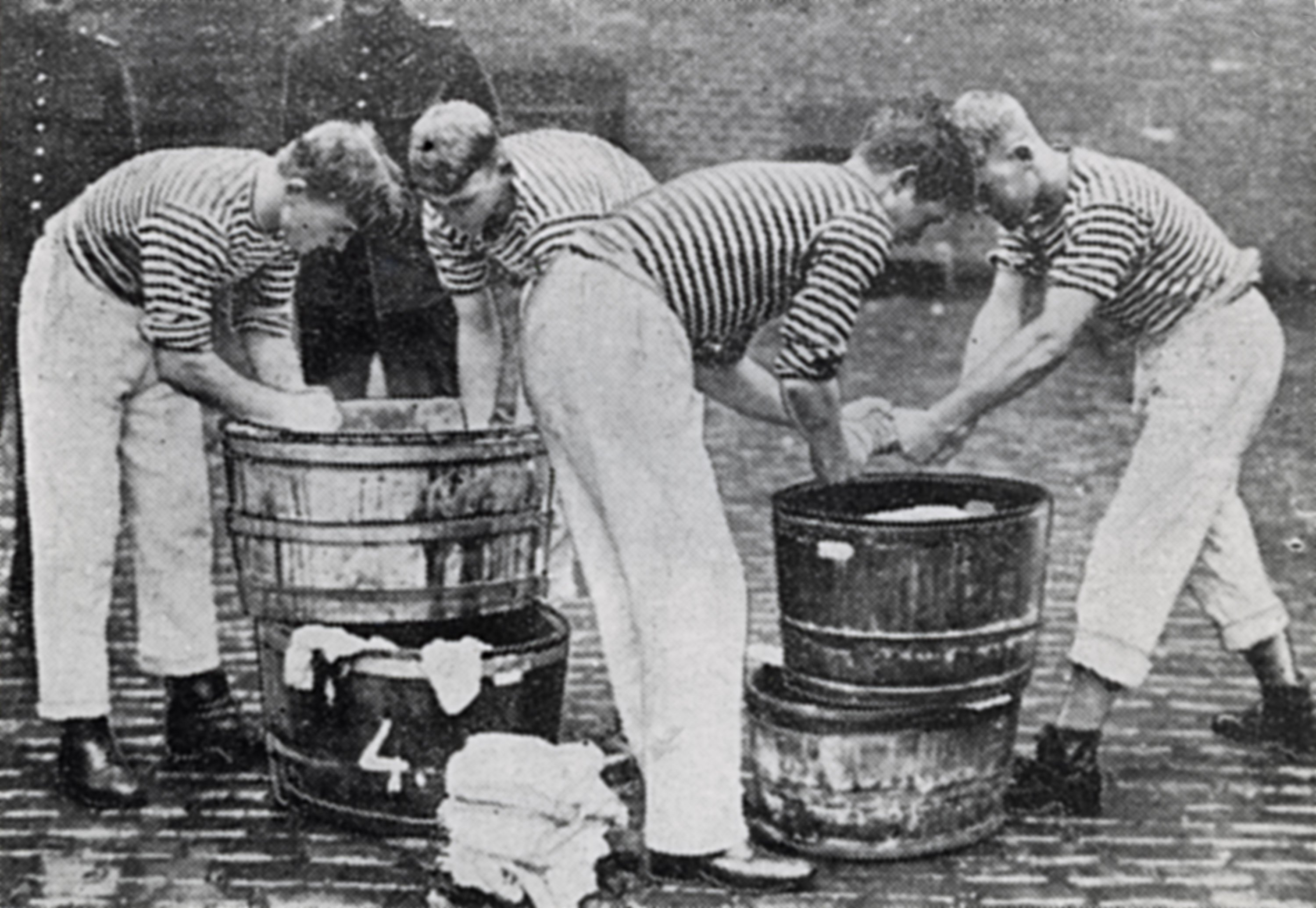
Mariniers wassen hun kleding op wasdag in 1935.
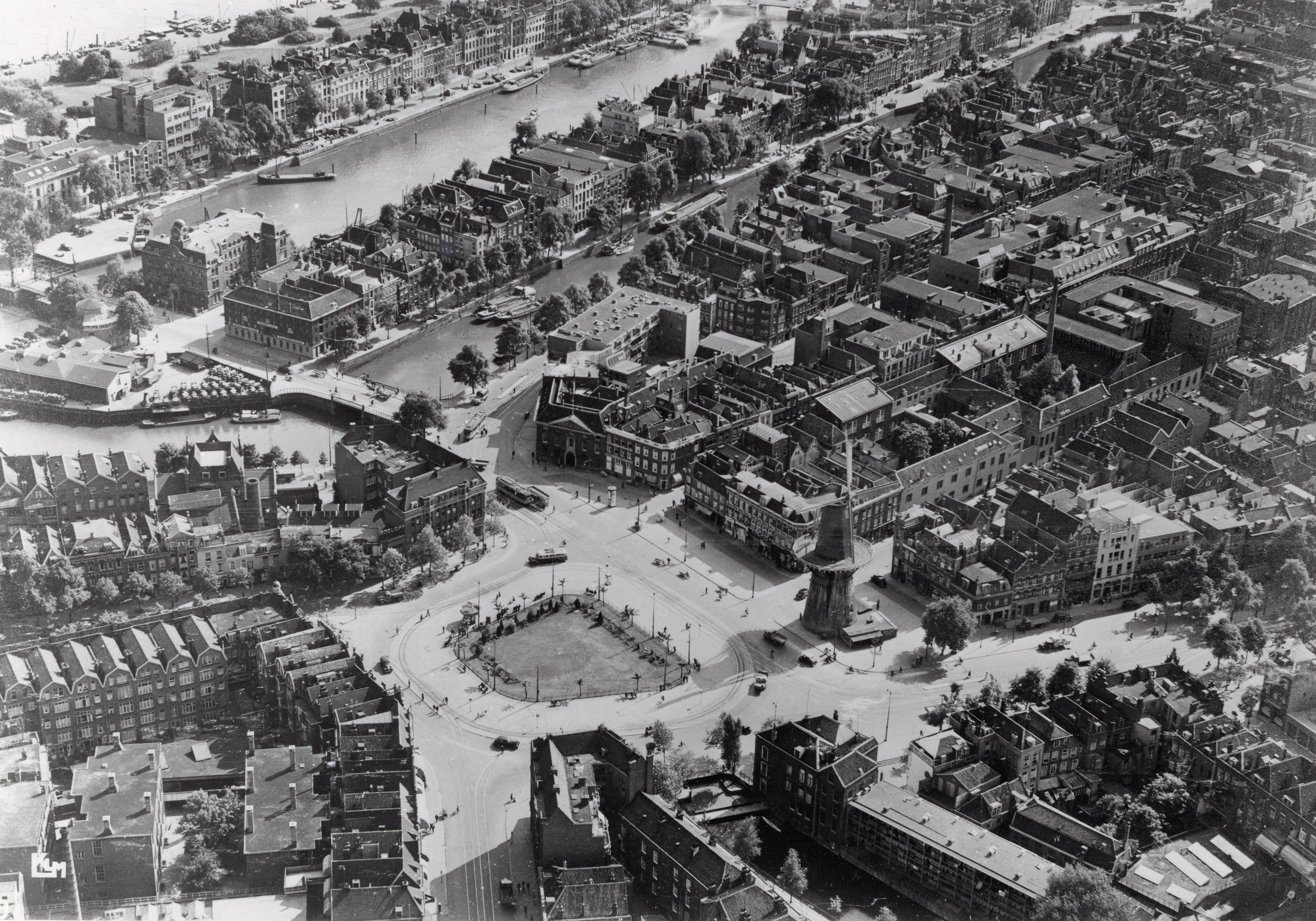
Een luchtopname in 1938 - 1939 laat de Marinierskazerne en omgeving goed zien.
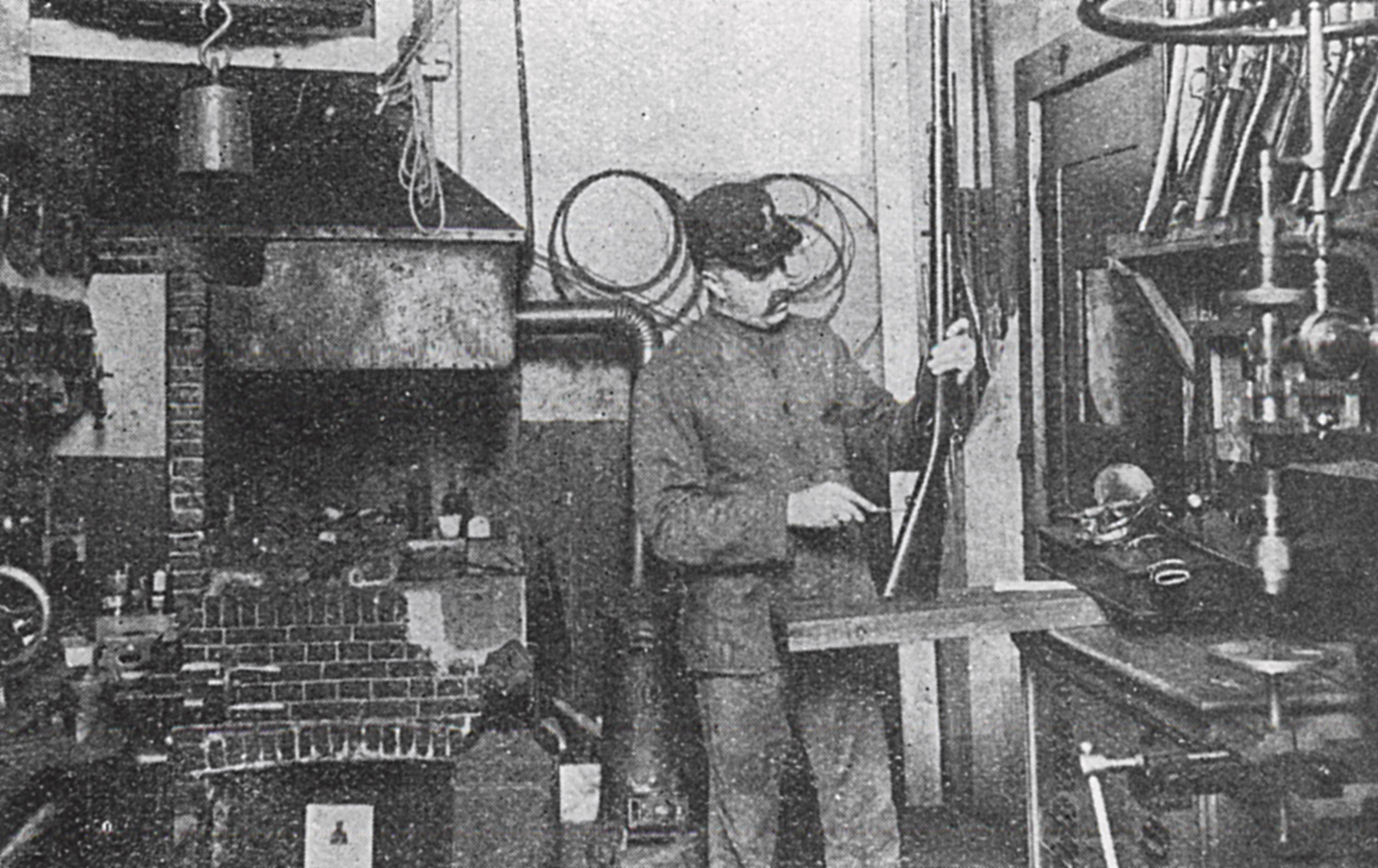
Een marinier die bezig is bij de geweersmakerswerkplaats in de kazerne in 1940.
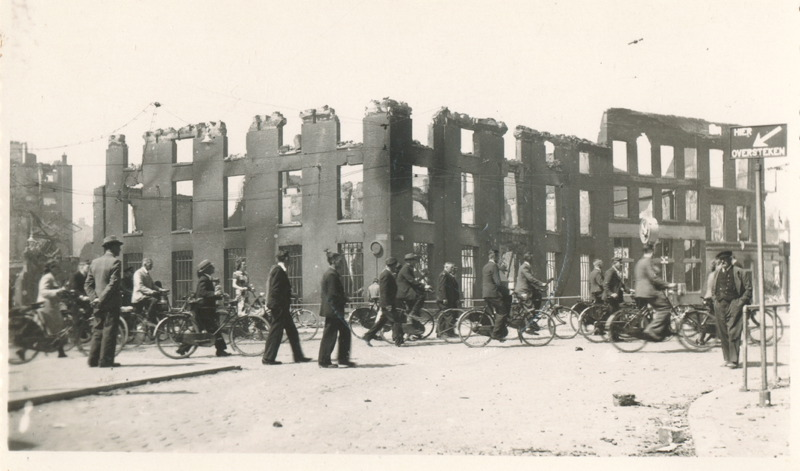
Bij het bombardement van 12 mei 1940 werd de kazerne verwoest door bommen en brand.
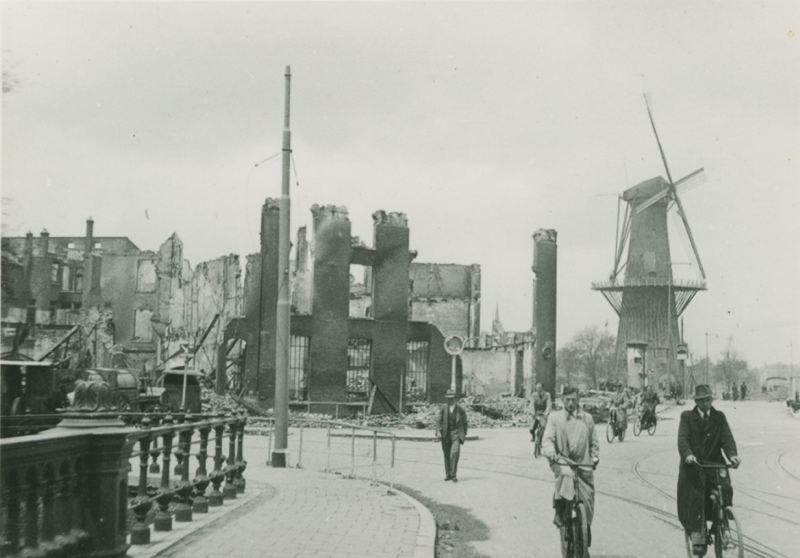
Een opname vanaf de Oude Oostbrug die laat zien dat alleen molen De Noord ongeschonden is gebleven.
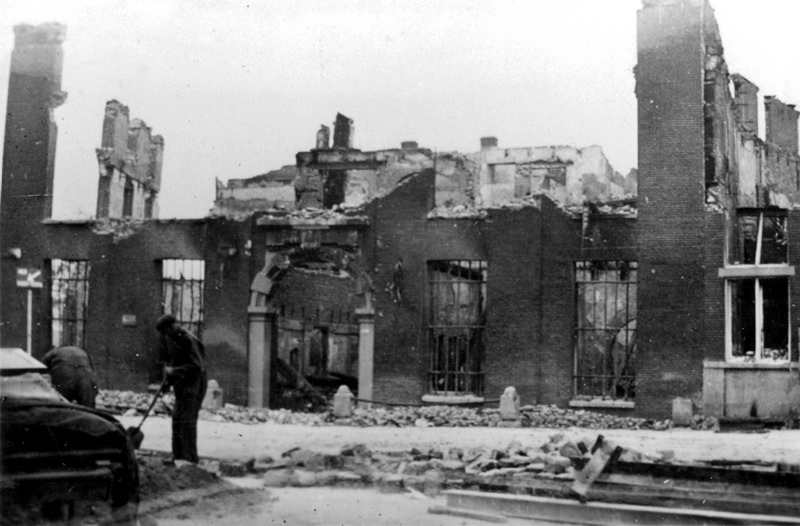
Een vooraanzicht van de hoofdingang laat zien hoe beschadigd het gebouw is.